# San Salvador megye (Argentína)
San Salvador egy megye Argentínában, Entre Ríos tartományban. A megye székhelye San Salvador.

## Települések
Önkormányzatok és települések (Municipios)
- San Salvador
- General Campos

Vidéki központok ( centros rurales de población)
- Colonia Baylina
- Colonia Oficial Nº 5
- San Ernesto
- Walter Moss